# Liste der denkmalgeschützten Objekte in Großraming
Die Liste der denkmalgeschützten Objekte in Großraming enthält die 10 denkmalgeschützten, unbeweglichen Objekte der Gemeinde Großraming im oberösterreichischen Bezirk Steyr-Land.

## Denkmäler
| Foto |                 | Denkmal                                                                                   | Standort                                          | Beschreibung | Metadaten |
| ---- | --------------- | ----------------------------------------------------------------------------------------- | ------------------------------------------------- | --- | --- |
| ja   | Datei hochladen | Wegkapelle HERIS-ID: 17501 Objekt-ID: 13784                                               | Großraming 37, in der Nähe Standort KG: Hintstein | | BDA-Hist.: Q37839969 Status: § 2a Stand der BDA-Liste: 2025-06-30 Name: Wegkapelle GstNr.: 654/17                                                                              |
| ja   | Datei hochladen | Wohnhaus, ehem. Taverne unterm Stein HERIS-ID: 76241 Objekt-ID: 89796                     | Hintstein 56 Standort KG: Hintstein               | | BDA-Hist.: Q38142752 Status: Bescheid Stand der BDA-Liste: 2025-06-30 Name: Wohnhaus, ehem. Taverne unterm Stein GstNr.: .52/1                                                 |
| ja   | Datei hochladen | Kath. Pfarrkirche hl. Jakobus der Ältere und Friedhof HERIS-ID: 17502 Objekt-ID: 13785    | Kirchenplatz 2, bei Standort KG: Hintstein        | Die Pfarrkirche von Großraming (hl. Jakobus der Ältere) ist urkundlich erstmals um 1200 erwähnt, die Pfarrerhebung erfolgte 1392. Der heutige Sakralbau ist ab 1513 erbaut worden und besitzt ein spätgotisches, einschiffiges vierjochiges netzrippengewölbtes Langhaus. 1936 wurde dieses um 1 Joch nach Westen erweitert. Das Chor ist barock und zweijochig ausgeführt, der halbelliptische Schluss wird auf 1691 datiert. Die Fresken werden der Werkstatt des Bartolomeo Altomonte zugeschrieben. Der Turm ist von 1515 mit einem barocken Helm aus 1739. Der Hochaltar ist aus dem Jahr 1691, das Altarblatt stammt von Carl von Reslfeld. | BDA-Hist.: Q16102030 Status: § 2a Stand der BDA-Liste: 2025-06-30 Name: Kath. Pfarrkirche hl. Jakobus der Ältere und Friedhof GstNr.: .152, 677                                |
| ja   | Datei hochladen | Kath. Filialkirche HERIS-ID: 17898 Objekt-ID: 14184                                       | Brunnbach 19, gegenüber Standort KG: Lumpelgraben | erbaut nach Plänen von Hans Foschum | BDA-Hist.: Q23766501 Status: § 2a Stand der BDA-Liste: 2025-06-30 Name: Kath. Filialkirche GstNr.: .265                                                                        |
| ja   | Datei hochladen | Wohnhaus, ehem. Forsthaus im Kohlschlag HERIS-ID: 17497 Objekt-ID: 13780                  | Brunnbach 40 Standort KG: Lumpelgraben            | | BDA-Hist.: Q37839884 Status: Bescheid Stand der BDA-Liste: 2025-06-30 Name: Wohnhaus, ehem. Forsthaus im Kohlschlag GstNr.: .192/2                                             |
| ja   | Datei hochladen | Forsthaus Höritzau HERIS-ID: 52160 Objekt-ID: 58484                                       | Neustiftgraben 1 Standort KG: Neustiftgraben      | Das ehemalige Forsthaus ist einer der wenigen unverändert erhaltenen Zweckbauten die für diese Region typisch waren. Das Gebäude wurde 1847 von der Forstverwaltung der Herrschaft Lamberg errichtet. Es diente als Amtssitz und Wohnhaus für Förster und Waldarbeiter. | BDA-Hist.: Q38049534 Status: Bescheid Stand der BDA-Liste: 2025-06-30 Name: Forsthaus Höritzau GstNr.: .17/1                                                                   |
| ja   | Datei hochladen | Leopold Buch-Denkmal HERIS-ID: 17499 Objekt-ID: 13782                                     | Pechgraben Standort KG: Neustiftgraben            | | BDA-Hist.: Q37839941 Status: § 2a Stand der BDA-Liste: 2025-06-30 Name: Leopold Buch-Denkmal GstNr.: 1564/2, 1564/3 Naturdenkmal Oberösterreich ND100 Leopold von Buch-Denkmal |
| ja   | Datei hochladen | Ehem. Forsthaus HERIS-ID: 17498 Objekt-ID: 13781                                          | Garstenau 20 Standort KG: Oberplaißa              | | BDA-Hist.: Q37839913 Status: § 2a Stand der BDA-Liste: 2025-06-30 Name: Ehem. Forsthaus GstNr.: .149, 720/5                                                                    |
| ja   | Datei hochladen | Wohnhaus HERIS-ID: 17900 Objekt-ID: 14186                                                 | Rodelsbach 64 Standort KG: Oberplaißa             | | BDA-Hist.: Q37841988 Status: § 2a Stand der BDA-Liste: 2025-06-30 Name: Wohnhaus GstNr.: 77/2                                                                                  |
| ja   | Datei hochladen | Ehem. Taverne Gasteigertaverne, ehem. Gasthaus Steinwirt HERIS-ID: 24521 Objekt-ID: 20909 | Eisenstraße 55 Standort KG: Hintstein             | → Hauptartikel : Tafern am Gasteig f1 | BDA-Hist.: Q37884736 Status: Bescheid Stand der BDA-Liste: 2025-06-30 Name: Ehem. Taverne Gasteigertaverne, ehem. Gasthaus Steinwirt GstNr.: .125                              |